# Veliki Kal, Mirna Peč
Veliki Kal este o localitate din comuna Mirna Peč, Slovenia, cu o populație de 97 de locuitori.